# 均方误差
在统计学中，平均平方誤差（mean-square error，MSE）或均方误差，又称均方偏差（mean-square deviation，MSD）、均方差，是预测值或估计值与真实值的差异平方的均值。均方误差越小说明模型的预测或者参数的估计精度越准确。

## 計算公式
对于无法观察的参数{\displaystyle \theta }的一个估计函数T；其定义为：
{\displaystyle \operatorname {MSE} (T)=\operatorname {E} ((T-\theta )^{2}),}
即，它是“误差”的平方的期望值。误差就是估计值与被估计量的差。均方误差满足等式
{\displaystyle \operatorname {MSE} (T)=\operatorname {var} (T)+(\operatorname {bias} (T))^{2}}
其中
{\displaystyle \operatorname {bias} (T)=\operatorname {E} (T)-\theta ,}
也就是说，偏差{\displaystyle \operatorname {bias} (T)}是估计函数的期望值与那个无法观察的参数的差。
下边是一个具体例子。假设
{\displaystyle X_{1},\dots ,X_{n}\sim \operatorname {N} (\mu ,\sigma ^{2}),}
即{\displaystyle X_{1},\dots ,X_{n}}是一组来自正态分布的样本。常用的两个对σ2估计函数为： 
{\displaystyle {\frac {1}{n}}\sum _{i=1}^{n}\left(X_{i}-{\overline {X}}\,\right)^{2}\ }　和　{\displaystyle {\frac {1}{n-1}}\sum _{i=1}^{n}\left(X_{i}-{\overline {X}}\,\right)^{2}}
其中
{\displaystyle {\overline {X}}=(X_{1}+\cdots +X_{n})/n}
为样本均值。
第一个估计函数为最大似然估计，它是有偏的，即偏差不为零，但是它的方差比第二个小。而第二个估计函数是无偏的。较大的方差某种程度上补偿了偏差，因此第二个估计函数的均方误差比第一个要大。
另外，这两个估计函数的均方误差都比下边这个有偏估计函数大：{\displaystyle {\frac {1}{n+1}}\sum _{i=1}^{n}\left(X_{i}-{\overline {X}}\,\right)^{2}}
这个估计函数使得形如{\displaystyle c\sum _{i=1}^{n}\left(X_{i}-{\overline {X}}\,\right)^{2}}（其中c是常数）的均方误差最小。